# Wouter Soomer
Wouter Soomer (Hoofddorp, 11 maart 1994) is een Nederlands voormalig voetballer die doorgaans speelde als linksback. Tussen 2013 en 2023 was hij actief voor Jong PSV, FC Utrecht, Telstar en FC Rijnvogels.

## Clubcarrière
Soomer speelde achtereenvolgens in de jeugd van HBC, HFC Haarlem, AFC Ajax en FC Utrecht, voor hij zich aansloot bij de opleiding van PSV. In 2011 tekende de vleugelverdediger hier zijn eerste verbintenis. In 2013 werd hij overgeheveld naar Jong PSV, waarmee hij in de Jupiler League speelde. Soomer debuteerde op 14 oktober 2013. Op die dag won Jong PSV in eigen huis met 3–0 van FC Volendam en Soomer viel vijf minuten voor tijd in voor Sander Heesakkers. In januari 2014 sloot de verdediger zich op huurbasis aan bij FC Utrecht, waar hij slechts bij de beloften speelde. In de zomer van 2014 was Soomer transfervrij en na een stage bij Telstar ondertekende hij daar ook een eenjarige verbintenis. In de zomer van 2015 verliet de verdediger Telstar weer. In het gehele seizoen 2014/15 was hij niet in actie gekomen. Negenmaal zat hij negentig minuten lang op de bank. Hij tekende daarop een contract bij FC Rijnvogels. In de zomer van 2018 keerde Soomer terug naar HBC, waar hij ooit begonnen was met voetballen. In december 2023 besloot Soomer na het oplopen van een knieblessure om op negenentwintigjarige leeftijd te stoppen met voetballen.

## Clubstatistieken
| Seizoen | Club     | Competitie     | Competitie | Competitie | Beker | Beker | Internationaal | Internationaal | Totaal | Totaal |
| Seizoen | Club     | Competitie     | Wed.       | Dlp.       | Wed.  | Dlp.  | Wed.           | Dlp.           | Wed.   | Dlp.   |
| ------- | -------- | -------------- | ---------- | ---------- | ----- | ----- | -------------- | -------------- | ------ | ------ |
| 2013/14 | Jong PSV | Eerste divisie | 1          | 0          | 0     | 0     | —              | —              | 1      | 0      |
| 2014/15 | Telstar  | Eerste divisie | 0          | 0          | 0     | 0     | —              | —              | 0      | 0      |
| Totaal  | Totaal   | Totaal         | 1          | 0          | 0     | 0     | 0              | 0              | 1      | 0      |